# 그리말디인

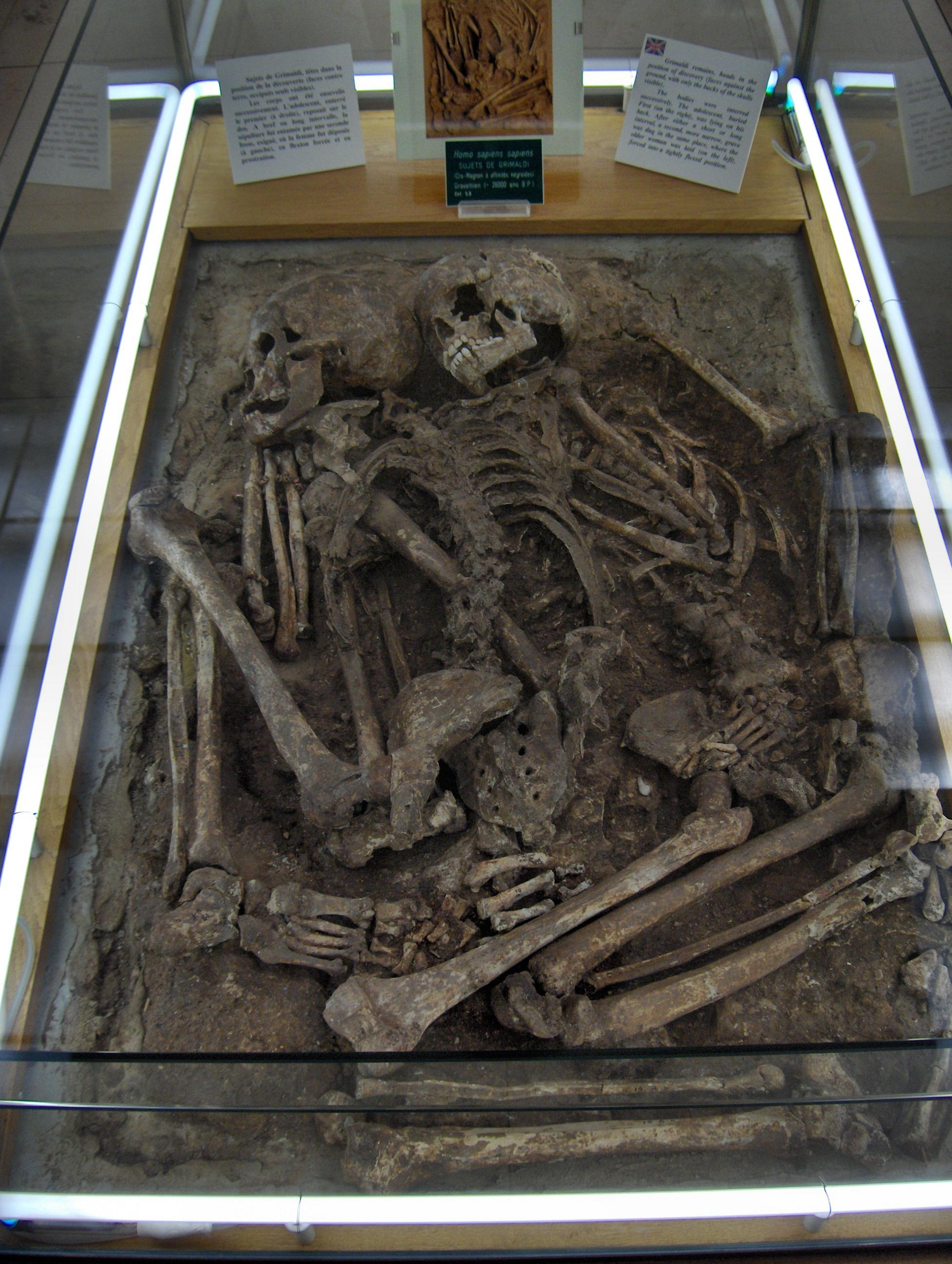
모나코의 박물관에 전시중인 그리말디인

그리말디인(Grimaldi man)은 이탈리아 북부의 멘토네 부근 그리말디의 동굴에서 1901년에 발견된 여성과 청년 등 2체의 인골로 오리냐크 문화의 석기와 함께 나온 현생인류이다. 이(齒)의 구조나 튀어나온 턱, 긴 팔로 보아 니그로 인종의 조상이라고도 하나, 두개의 모양이나 크기 등으로 미루어 본다면 크로마뇽인과 동종의 인류라고도 볼 수 있다. 러시아의 코스텐키에서 같은 종류의 인골이 발견되었다.